# Earvin Morris
Earvin Lee Morris Jr (ur. 28 kwietnia 1994 w Memphis) – amerykański koszykarz, występujący na pozycji rzucającego obrońcy, obecnie zawodnik Joensuun Kataja Basket.
Jako senior (ostatnia klasa) poprowadził swoją szkolną drużynę do mistrzostwa stanu Tennessee, zaliczając wybór do I składu turnieju.
6 września 2018 został zawodnikiem TBV Startu Lublin. 8 listopada opuścił klub.
15 sierpnia 2019 dołączył do fińskiego Joensuun Kataja Basket.

## Osiągnięcia
Stan na 27 sierpnia 2019, na podstawie, o ile nie zaznaczono inaczej.
NJCAA
- Zaliczony do I składu konferencji All-Panhandle (2014)

NCAA
- MVP turnieju Corpus Christi Challenge (2016)
- Zaliczony do I składu turnieju Corpus Christi Challenge (2016)